# Dornier Projekt 621
Mit Projekt 621 wird ein von Dornier zu Beginn der 1960er Jahre geplantes Projekt bezeichnet, welches die Entwicklung einer an Rogallo-Flügeln zurückkehrenden Höhenforschungsrakete vorsah. 
Die Rakete des Projekts 621 sollte eine Gipfelhöhe von 80 km erreichen und ab einer Höhe von 40 km in Spiralen zum Erdboden zurückkehren, wobei alle Vorschriften der Flugsicherung eingehalten werden sollten, so dass ein Einsatz der Rakete des Projekt 621 sogar im Binnenland möglich sein sollte.
Im Mai 1963 wurde das Konzept als Dornier Do 122 von Dr. W. Kiessling präsentiert auf dem European Spaceflight Symposium in Stuttgart.
Das Projekt 621 wurde 1969 eingestellt, nachdem es große Probleme wegen der Wahl eines geeigneten Flügelmaterials gab (Textilflügel waren den Belastungen nicht gewachsen, Flügel aus Edelstahlgewebe waren zu knitterempfindlich), obwohl es 1965 noch einen Abwurftest auf dem Raketentestgelände in Salto di Quirra gab.